# Draft 1996 de la NFL
1995 1997
La draft 1996 de la NFL est la procédure par laquelle les équipes de la National Football League (NFL) sélectionnent des joueurs de football américain universitaire éligibles pour passer professionnels. C'est la 61e édition de la draft de la NFL et elle a lieu du 20 au 21 avril 1996 au Paramount Theatre du Madison Square Garden à New York, dans l'état de New York,. Aucune équipe ne choisit de réclamer des joueurs dans la draft supplémentaire cette année-là.
Cette draft est considérée comme l’une des meilleures classes (2e selon ESPN) jamais proposées pour le poste de wide receiver. Keyshawn Johnson, Terry Glenn (en), Eddie Kennison (en), Marvin Harrison, Eric Moulds (en), Bobby Engram (en), Terrell Owens, Muhsin Muhammad, Amani Toomer, Jermaine Lewis et Joe Horn ont tous remporté du succès dans comme professionnels, et, à l'exception de Kennison, Engram et Toomer, tous atteignent le Pro Bowl au moins une fois et un total de 26 apparitions pour le groupe lors du Pro Bowl. Aucun des cinq receveurs de grande envergure sélectionnés lors du premier tour n'est un échec, car ils passent tous un temps raisonnable en tant que titulaires dans la NFL. Ensemble, les receivers de l’ensemble de l’année 1996 (jusqu’à la fin de la saison 2006) ont totalisé 7 646 réceptions pour 105 866 yards, éclipsant toute autre classe de plus de 1 000 réceptions et 10 000 yards.
C'est également une bonne année pour les linebackers, avec Ray Lewis, intronisé au Pro Football Hall Of Fame (HOF) en 2018 et Zach Thomas, également candidat au HOF. Lewis remporte le Super Bowl XXXV et est choisi MVP de ce match. Lewis remporte aussi le Super Bowl XLVII, le dernier match de sa carrière. Il est sélectionné 13 fois au Pro Bowl en carrière et Thomas 7 autres. D'autres linebackers de cette draft, Tedy Bruschi, Kevin Hardy, Simeon Rice, John Mobley (en), et Donnie Edwards (en), ont chacun au moins un Pro bowl à leur actif.
Contrairement aux succès remportés par les wide receivers et les linebackers, la draft de 1996 est souvent été qualifiée de pire pour les quarterbacks. Aucun des huit sélectionnés n'a fait le Pro Bowl ou une équipe All-Pro. La moitié des quarterbacks choisis n’ont jamais joué un seul match dans la NFL. En 2019, il s'agit toujours de la dernière sans QB sélectionné au premier tour. Auparavant, celle de 1988 était la dernière.

## Draft
La draft se compose de 7 tours ayant, généralement, chacun 32 choix. L'ordre de sélection est décidé par le classement général des équipes durant la saison précédente, donc l'équipe ayant eu le moins de victoires va sélectionner en premier et ainsi de suite jusqu'au gagnant du Super Bowl. Les équipes peuvent échanger leurs choix de draft, ce qui fait en sorte que l'ordre peut changer.
Les équipes peuvent enfin recevoir des choix compensatoires. Ces choix sont à la fin des tours et il n'est pas possible pour les équipes de les échanger. Les choix compensatoires sont remis aux équipes ayant perdu plus de joueurs (et de meilleure qualité) qu'ils en ont signés durant la free agency.
Légende :
- ° : Intronisé au Pro Football Hall of Fame
- † : Joueur sélectionné pour le Pro Bowl

## Les joueurs sélectionnés

### 1ertour
| Choix | Équipe                             | Joueur                  | Poste            | Équipe universitaire                   | Notes                                |
| ----- | ---------------------------------- | ----------------------- | ---------------- | -------------------------------------- | ------------------------------------ |
| 1     | Jets de New York                   | Keyshawn Johnson †      | Wide receiver    | Trojans d'USC                          |                                      |
| 2     | Jaguars de Jacksonville            | Kevin Hardy †           | Linebacker       | Fighting Illini de l'Illinois          |                                      |
| 3     | Cardinals de l'Arizona             | Simeon Rice †           | Defensive end    | Fighting Illini de l'Illinois          |                                      |
| 4     | Ravens de Baltimore                | Jonathan Ogden ° †      | Offensive tackle | Bruins d'UCLA                          |                                      |
| 5     | Giants de New York                 | Cedric Jones (en)       | Defensive end    | Sooners de l'Oklahoma                  |                                      |
| 6     | Rams de Saint-Louis                | Lawrence Phillips       | Running back     | Cornhuskers du Nebraska                | Redskins → Rams,                     |
| 7     | Patriots de la Nouvelle-Angleterre | Terry Glenn (en) †      | Wide receiver    | Buckeyes d'Ohio State                  |                                      |
| 8     | Panthers de la Caroline            | Tim Biakabutuka         | Running back     | Wolverines du Michigan                 |                                      |
| 9     | Raiders d'Oakland                  | Rickey Dudley (en)      | Tight end        | Buckeyes d'Ohio State                  | Oilers → Raiders,                    |
| 10    | Bengals de Cincinnati              | Willie Anderson †       | Offensive tackle | Tigers d'Auburn                        |                                      |
| 11    | Saints de La Nouvelle-Orléans      | Alex Molden (en)        | Cornerback       | Ducks de l'Oregon                      |                                      |
| 12    | Buccaneers de Tampa Bay            | Regan Upshaw (en)       | Defensive end    | Golden Bears de la Californie          |                                      |
| 13    | Bears de Chicago                   | Walt Harris (en) †      | Cornerback       | Bulldogs de Mississippi State          | Rams → Bears,                        |
| 14    | Oilers de Houston                  | Eddie George †          | Running back     | Buckeyes d'Ohio State                  | Seahawks → Oilers,                   |
| 15    | Broncos de Denver                  | John Mobley (en)        | Linebacker       | Golden Bears de Kutztown (en)          |                                      |
| 16    | Vikings du Minnesota               | Duane Clemons (en)      | Defensive end    | Golden Bears de la Californie          |                                      |
| 17    | Lions de Détroit                   | Reggie Brown (en)       | Linebacker       | Aggies de Texas A&M                    | Raiders → Oilers → Seahawks → Lions, |
| 18    | Rams de Saint-Louis                | Eddie Kennison (en)     | Wide receiver    | Tigers de LSU                          | Bears → Rams                         |
| 19    | Colts d'Indianapolis               | Marvin Harrison ° †     | Wide receiver    | Orange de Syracuse                     | Falcons → Colts,                     |
| 20    | Dolphins de Miami                  | Daryl Gardener (en)     | Defensive tackle | Bears de Baylor                        |                                      |
| 21    | Seahawks de Seattle                | Pete Kendall (en)       | Offensive tackle | Eagles de Boston College               | Chargers → Lions, → Seahawks         |
| 22    | Buccaneers de Tampa Bay            | Marcus Jones (en)       | Defensive end    | Tar Heels de la Caroline du Nord       | Colts → Buccaneers,                  |
| 23    | Lions de Détroit                   | Jeff Hartings †         | Offensive guard  | Nittany Lions de Penn State            |                                      |
| 24    | Bills de Buffalo                   | Eric Moulds (en) †      | Wide receiver    | Bulldogs de Mississippi State          |                                      |
| 25    | Eagles de Philadelphie             | Jermane Mayberry (en) † | Offensive tackle | Javelinas de Texas A&M–Kingsville (en) |                                      |
| 26    | Ravens de Baltimore                | Ray Lewis ° †           | Linebacker       | Hurricanes de Miami                    | 49ers → Browns, → Ravens,            |
| 27    | Packers de Green Bay               | John Michels (en)       | Offensive tackle | Trojans d'USC                          |                                      |
| 28    | Chiefs de Kansas City              | Jerome Woods (en) †     | Free safety      | Tigers de Memphis                      |                                      |
| 29    | Steelers de Pittsburgh             | Jamain Stephens (en)    | Offensive tackle | Aggies de North Carolina A&T           |                                      |
| 30    | Redskins de Washington             | Andre Johnson (en)      | Offensive tackle | Nittany Lions de Penn State            | Cowboys → Redskins,                  |

#### Échanges1ertour
1. ↑    1. 6 Le 8 avril 1996, Sean Gilbert (en) est échangé avec les Redskins pour le choix de premier tour de 1996 de Washington (6)
2. ↑    1. 9 Oakland échange son choix de premier tour 1996 (17), son choix de deuxième tour 1996 (48), et son choix de quatrième tour 1996 (109) avec Houston pour choix de premier tour 1996 (9)
3. ↑    1. 13 Chicago échange son choix de premier tour 1996 (18), son choix de troisième tour 1996 (83), et son choix de sixième tour 1996 (201) avec Saint-Louis pour choix le premier tour 1996 des Rams (13)
4. ↑    1. 14 Houston échange Glenn Montgomery (en) et son premier choix de 1996 (17) avec Seattle, pour le premier choix de 1996 des Seahawks (14)
5. ↑    1. 17 voir #9 Oilers → Raiders
6. ↑    1. 17 voir #14 Seahawks → Oilers
7. ↑    1. 17 Détroit échange son choix de premier tour 1996 (21) et son choix de troisième tour 1996 (91) avec Seattle pour le choix de premier tour 1996 des Seahawks (17)
8. ↑    1. 18 voir #13 Rams → Bears
9. ↑    1. 19 Indianapolis échange Jeff George avec Atlanta pour leur choix du premier tour 1994 (7-Bryant Young), leur choix du troisième tour 1994 (83 - James Bostic (en)) et un choix de tour conditionnel 1996 (premier tour si George joue 75% des snaps dans 9 victoires en 1995, sinon deuxième tour)
10. ↑    1. 21 San Diego échange un choix de deuxième tour 1995 (51-Terrell Fletcher) avec Détroit contre son choix de premier tour 1996 (21)
11. ↑    1. 21 voir #17 Seahawks → Lions
12. ↑    1. 22 Tampa Bay cède Craig Erickson (en) à Indianapolis pour leur choix de premier tour de 1996 (22) et un choix conditionnel de quatrième tour de 1996 (non exercé).
13. ↑    1. 26 Cleveland échange son choix de premier tour 1995 (10 - J. J. Stokes (en)) avec San Francisco pour son choix de premier tour 1995 (30 - Craig Powell (en)), son choix de troisième tour 1995 (94), son choix de quatrième tour 1995 (119) et son premier choix de 1996 (26)
14. ↑  Les Browns déménagent à Baltimore en 1996 et sont appelés Ravens.
15. ↑    1. 30 Washington échange son choix de deuxième tour de 1996 (37) et son choix de troisième tour de 1996 (67) avec les Cowboys pour le choix de premier tour de 1996 de Dallas (30)

### Joueurs notables sélectionnés dans les tours suivants
| Choix | Équipe                             | Joueur                | Poste            | Équipe universitaire                   | Notes                         |
| ----- | ---------------------------------- | --------------------- | ---------------- | -------------------------------------- | ----------------------------- |
| 33    | Jaguars de Jacksonville            | Tony Brackens (en) †  | Defensive end    | Longhorns du Texas                     |                               |
| 35    | Buccaneers de Tampa Bay            | Mike Alstott †        | Fullback         | Boilermakers de Purdue                 | Ravens → Buccaneers,          |
| 36    | Patriots de la Nouvelle-Angleterre | Lawyer Milloy †       | Strong safety    | Huskies de Washington                  |                               |
| 43    | Panthers de la Caroline            | Muhsin Muhammad †     | Wide receiver    | Spartans de Michigan State             |                               |
| 44    | Broncos de Denver                  | Tory James (en) †     | Cornerback       | Tigers de LSU                          |                               |
| 61    | Eagles de Philadelphie             | Brian Dawkins ° †     | Free safety      | Tigers de Clemson                      |                               |
| 65    | Broncos de Denver                  | Detron Smith (en) †   | Running back     | Aggies de Texas A&M                    | Ravens → Broncos,             |
| 71    | Buccaneers de Tampa Bay            | Donnie Abraham (en) † | Cornerback       | Buccaneers d'East Tennessee State (en) |                               |
| 86    | Patriots de la Nouvelle-Angleterre | Tedy Bruschi †        | Linebacker       | Wildcats de l'Arizona                  | Lions → Patriots,             |
| 89    | 49ers de San Francisco             | Terrell Owens ° †     | Wide receiver    | Mocs de Chattanooga                    |                               |
| 90    | Packers de Green Bay               | Mike Flanagan (en) †  | Centre           | Bruins d'UCLA                          |                               |
| 98    | Chiefs de Kansas City              | Donnie Edwards (en) † | Linebacker       | Bruins d'UCLA                          | Jaguars → Dolphins, → Chiefs, |
| 102   | Redskins de Washington             | Stephen Davis †       | Running back     | Tigers d'Auburn                        |                               |
| 109   | Oilers de Houston                  | Jon Runyan †          | Offensive tackle | Wolverines du Michigan                 | Raiders → Oilers              |
| 135   | Chiefs de Kansas City              | Joe Horn †            | Wide receiver    | Itawamba CC (en)                       | Cardinals → Chiefs,           |
| 153   | Ravens de Baltimore                | Jermaine Lewis †      | Wide receiver    | Terrapins du Maryland                  | Falcons → Ravens,             |
| 154   | Dolphins de Miami                  | Zach Thomas †         | Linebacker       | Red Raiders de Texas Tech              |                               |
| 166   | Raiders d'Oakland                  | La'Roi Glover †       | Defensive tackle | Aztecs de San Diego State              |                               |
| 208   | Packers de Green Bay               | Marco Rivera †        | Offensive guard  | Nittany Lions de Penn State            |                               |

#### Échanges tours suivants
1. ↑    1. 35 Tampa Bay échange Harold Bishop (en) avec les Browns (qui deviendront plus tard les Ravens) pour le choix de deuxième tour de 1996 (35)
2. ↑    1. 65 Denver échange son choix de deuxième tour 1996 (55) avec Baltimore pour un choix de troisième tour (65), un choix de quatrième tour (100) et un choix de septième tour de 1996 (213)
3. ↑    1. 86 La Nouvelle-Angleterre échange un choix de troisième tour en 1996 (76) avec Détroit contre un choix de troisième tour en 1996 (86), un choix de quatrième tour en 1996 (119) et un choix de sixième tour en 1996 (195)
4. ↑    1. 98 Miami échange un choix de second tour (60), un choix de quatrième tour (99) avec Jacksonville contre un choix de troisième tour (79), deux choix de quatrième tour (98 et 134) et un choix de cinquième tour (150).
5. ↑    1. 98 Kansas City échange deux choix de quatrième tour (113 et 125) avec Miami contre un choix de quatrième tour en 1996 (98) et un choix de septième tour de 1997 (214)
6. ↑    1. 109 voir #9 Oilers → Raiders
7. ↑    1. 135 Kansas City échange deux choix de cinquième tour en 1996 (161 et 162) avec l'Arizona pour un choix de cinquième tour (135)
8. ↑    1. 153 Baltimore cède Gene Williams à Atlanta pour un choix de cinquième ronde (153).